# Эль-Хусейни, Омар
Омар Набиль Рашад Эль-Хусейни (араб. عمر الحسينى‎; 3 ноября 1985, Гиза) — египетский футболист, полузащитник.

## Биография
До 28 лет играл на родине за клубы второго дивизиона — «Шаркия Дохан» («Истерн Компани», Каир), «Эль Кана» («Суэцкий канал», Исмаилия), «Кахраба» (Исмаилия). Некоторое время выступал в Катаре за «Аль-Садд». В 2011 году в Египте женился на гражданке Эстонии. В конце 2013 года под влиянием революции в Египте и приостановки футбольного чемпионата решил покинуть страну и играть в футбол профессионально за границей.
В 2014 году перешёл в «Левадию» (Таллин). Дебютный матч в чемпионате Эстонии сыграл 1 марта 2014 года против «Пайде». За таллинский клуб выступал два сезона, будучи стабильным игроком основы. Становился чемпионом и вице-чемпионом Эстонии, обладателем Кубка и Суперкубка страны. Сыграл 5 матчей и забил один гол в Лиге чемпионов.
В первой половине 2016 года выступал за индонезийский клуб «Персела Ламонган», затем играл в высшей лиге Эстонии за «Пайде». Весной 2018 года играл во втором дивизионе Мальты за «Зейтун Коринтианс». В сезоне 2018/19 играл в И-Лиге (второй дивизион Индии) за «Мохун Баган» (Калькутта). По окончании сезона в Индии планировал завершить карьеру, однако в апреле 2019 года сыграл ещё один матч за мальтийский клуб, а с 2021 года играет в низших лигах Эстонии.

## Достижения
- Чемпион Эстонии: 2014
- Серебряный призёр чемпионата Эстонии: 2015
- Обладатель Кубка Эстонии: 2013/14
- Обладатель Суперкубка Эстонии: 2015